# Экер, Сельчук
Сельчук Экер (тур. Selçuk Eker; род. 18 декабря 1991, Гебзе) — турецкий боксёр, представитель наилегчайшей весовой категории. Выступает за сборную Турции по боксу с 2006 года, победитель и призёр многих турниров международного значения, участник двух летних Олимпийских игр.

## Биография
Сельчук Экер родился 18 декабря 1991 года в городе Гебзе провинции Коджаэли, Турция. Проходил подготовку в клубе Kocaeli BB Kağıtspor в Измите.
В 2006 году вошёл в состав турецкой национальной сборной и выступил на чемпионате Европы среди школьников в Николаеве. Год спустя побывал на европейском первенстве среди кадетов в Шиофоке и на мировом первенстве среди кадетов в Баку. Ещё через год боксировал на юниорском чемпионате мира в Гвадалахаре, выиграл бронзовую медаль на Мемориале Сорокина в Ногинске, участвовал в Кубке Бранденбурга в Германии.
В 2009 году выступил на юниорском чемпионате Европы в Щецине, в зачёте наилегчайшей весовой категории одержал победу на домашнем международном турнире «Ахмет Джёмерт» в Стамбуле, стал серебряным призёром Кубка Бранденбурга.
В 2010 году Экер победил на чемпионате Турции в Мерсине в наилегчайшем весе и, закрепившись в основном составе сборной, выступил на чемпионате Европы в Москве, где на стадии четвертьфиналов был остановлен россиянином Мишей Алояном. Также в это время отметился выступлением за стамбульскую команду в лиге World Series of Boxing, в частности в матчевой встрече со сборной Москвы уступил российскому боксёру Алихану Авторханову, а в матче с Парижем проиграл ирландцу Джону Джо Невину.
На чемпионате мира 2011 года в Баку остановился уже на предварительном этапе в 1/32 финала, проиграв представителю Ботсваны Отенгу Отенгу.
На европейской олимпийской квалификации в Трабзоне занял второе место, проиграв только французу Нордину Убаали, и тем самым прошёл отбор на летние Олимпийские игры 2012 года в Лондоне. Однако на Играх в первом же поединке категории до 52 кг со счётом 10:24 потерпел поражение от тайца Чатчая Бутди и сразу же выбыл из борьбы за медали.
После лондонской Олимпиады Экер остался в основном составе турецкой национальной сборной и продолжил принимать участие в крупнейших международных турнирах. Так, в 2013 году он выступил на мировом первенстве в Алма-Ате, где на стадии четвертьфиналов был побеждён украинцем Николаем Буценко, и на европейском первенстве в Москве, где проиграл Джону Джо Невину.
В 2015 году боксировал на Европейских играх в Баку.
На всемирной олимпийской квалификации в Баку дошёл до полуфинала, уступив болгарину Даниелу Асенову, и благодаря этому достижению удостоился права защищать честь страны на Олимпийских играх 2016 года в Рио-де-Жанейро. На сей раз в первом же поединке категории до 52 кг раздельным решением потерпел поражение от китайца Ху Цзяньгуаня.